# Église Notre-Dame-et-Sainte-Catherine d'Arengosse
L’Église Notre-Dame et Sainte-Catherine d’Arengosse est un lieu de culte catholique situé sur la commune d’Arengosse, dans le département français des Landes. Elle est rattachée à la paroisse de Saint-Joseph du Brassenx et au diocèse d’Aire et Dax.

## Localisation et description
L’église est située au nord du bourg d’Arengosse, place Aristide-Briand, au sud de la commune. 
L’édifice de style néo-gothique est constitué de trois vaisseaux de six travées. La nef est prolongée par une abside à trois pans et deux sacristies. Le clocher-porche est adossé à une réserve. Une tribune est ouverte sur le vaisseau principal, voûté d’ogives et éclairé par des oculi quadrilobés. Les chapiteaux sont sculptés de feuilles et de crochets. Les matériaux principaux de l’église sont le moellon et la pierre d’Angoulême pour les murs, les tuiles pour le toit et l’ardoise pour le clocher.

## Histoire
D’après Prosper Mérimée, la première église d’Arengosse, nommée Notre-Dame, est érigée au XIIe siècle. Elle est en partie rénovée en 1859 et 1860 par l’architecte diocésain Jules Sibien et l’entrepreneur Peyruqueou, qui font construire un clocher ogival.
Malgré ces travaux, l’église est entièrement reconstruite en 1893 sous le nom d’église Notre-Dame-et-Sainte-Catherine par l'architecte diocésain Jules François Dupouy avec le soutien financier de plusieurs personnalités locales telles que baron Gérard, propriétaire du château de Castillon, et les familles Bourneau et Lareillet. Elle est bénite par l’évêque Delannoy le 4 avril 1894.